# Jardim Santa Luzia
Jardim Santa Luzia é um distrito do município brasileiro de Ribeirão Pires, que integra a Região Metropolitana de São Paulo.

## História

### Formação administrativa
- Distrito criado pela Lei n° 4.954 de 27/12/1985, com sede no Bairro de Santa Luzia e com território desmembrado do distrito de Ribeirão Pires[3][4], após representação oficial do município autorizada pela Lei Municipal nº 2.571 de 03/09/1984[5].

## Geografia

### Demografia

#### População urbana
| Crescimento população urbana | Crescimento população urbana | Crescimento população urbana | Crescimento população urbana |
| Censo                        | Pop.                         |                              | %±                           |
| ---------------------------- | ---------------------------- | ---------------------------- | ---------------------------- |
| 1991                         | 15 821                       |                              | —                            |
| 2000                         | 21 153                       |                              | 33,7%                        |
| 2010                         | 21 898                       |                              | 3,5%                         |
| Fonte: IBGE e Fundação SEADE |                              |                              |                              |

#### População total
Pelo Censo 2010 (IBGE) a população total do distrito era de 21 898 habitantes.

### Área territorial
A área territorial do distrito é de 25,510 km².

### Bairros
Principais loteamentos do distrito:
- Estância Holywood
- Jardim Boa Vista
- Jardim Hortência
- Jardim Ideal
- Jardim Itapeva
- Jardim Santa Luzia (Alfredo Petrachi)
- Parque Santa Luzia
- Vale do Sol
- Vila Érica Yara
- Vila Moderna
- Vila Santo Antonio
- Vila Oásis

## Serviços públicos

### Registro civil
Feito na sede do município, pois o distrito não possui Cartório de Registro Civil das Pessoas Naturais.

### Saneamento
O serviço de abastecimento de água é feito pela Companhia de Saneamento Básico do Estado de São Paulo (SABESP).

### Energia
A responsável pelo abastecimento de energia elétrica é a Enel Distribuição São Paulo, antiga Eletropaulo.

### Telecomunicações
O distrito era atendido pela Companhia Telefônica da Borda do Campo (CTBC), que inaugurou a central telefônica utilizada até os dias atuais. Em 1998 esta empresa foi vendida juntamente com a Telecomunicações de São Paulo (TELESP) para a Telefônica, que em 2012 adotou a marca Vivo para suas operações.

## Atrações turísticas
- Capela do Pilar - Erguida em 1714 pelo Capitão Mor Antônio Corrêa de Lemos, conta com arquitetura em taipa de pilão com 40 cm de espessura[15].
- São José de Inox - Obra do artista plástico e escultor Lúcio Bittencourt, renomado mundialmente e com obras espalhadas por diversos países, utilizando nessa escultura aço inox doado[15].

## Religião
O Cristianismo se faz presente no distrito da seguinte forma:

### Igreja Católica
- A igreja faz parte da Diocese de Santo André[17].

### Igrejas Evangélicas
- Assembleia de Deus - O distrito possui congregação da Assembleia de Deus Ministério do Belém, vinculada ao Campo de Ribeirão Pires[18][19].
- Congregação Cristã no Brasil[20].